# Jill Seymour
Jill Seymour, née le 8 mai 1958 à Cosford, est une femme politique britannique, membre du Parti pour l'indépendance du Royaume-Uni (UKIP) puis du Parti du Brexit.

## Biographie
Le 22 mai 2014, elle est élue députée européenne britannique.